# Porisgaga Baru
Porisgaga Baru is een bestuurslaag in het regentschap Tangerang van de provincie Banten, Indonesië. Porisgaga Baru telt 10.804 inwoners (volkstelling 2010).